# Ali Qapou

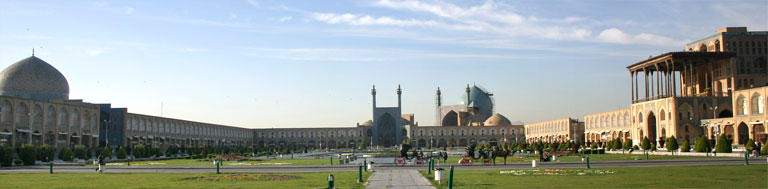
Place Naghch-e Djahan : l'Ali Qapou est à droite, faisant face à la mosquée du Cheikh Lotfallah. Au fond se trouve la mosquée du Chah.

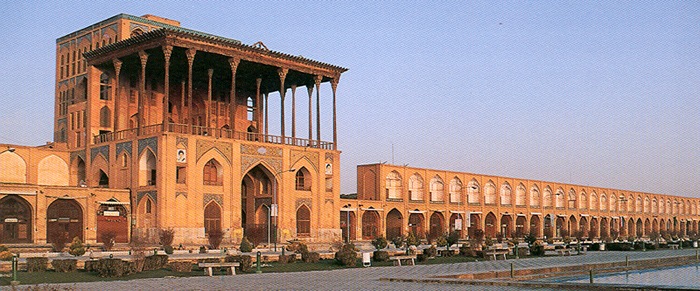
L'Ali Qapou, Isfahan, début du XVIIe siècle.

L'Ali Qapou (en persan : عالی‌قاپو / 'Âli-Qâpu, « la haute porte ») est un palais de cinq étages donnant sur la Meidan-e Chah (« place du Roi ») d'Ispahan, en Iran. Il a été construit au XVIIe siècle, en face de la mosquée du Cheikh Lotfallah.

## Description

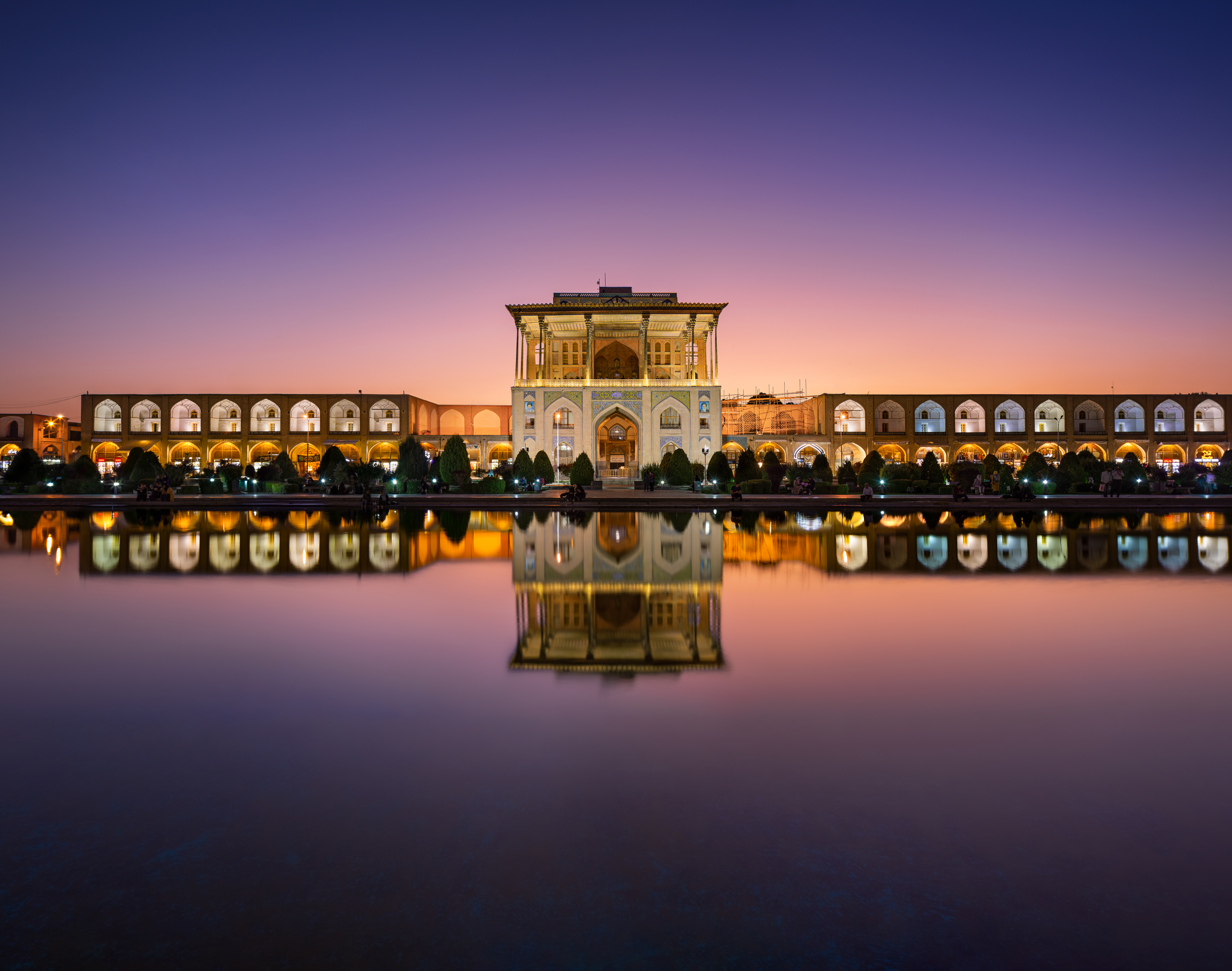
Vue extérieure du palais. Septembre 2019.

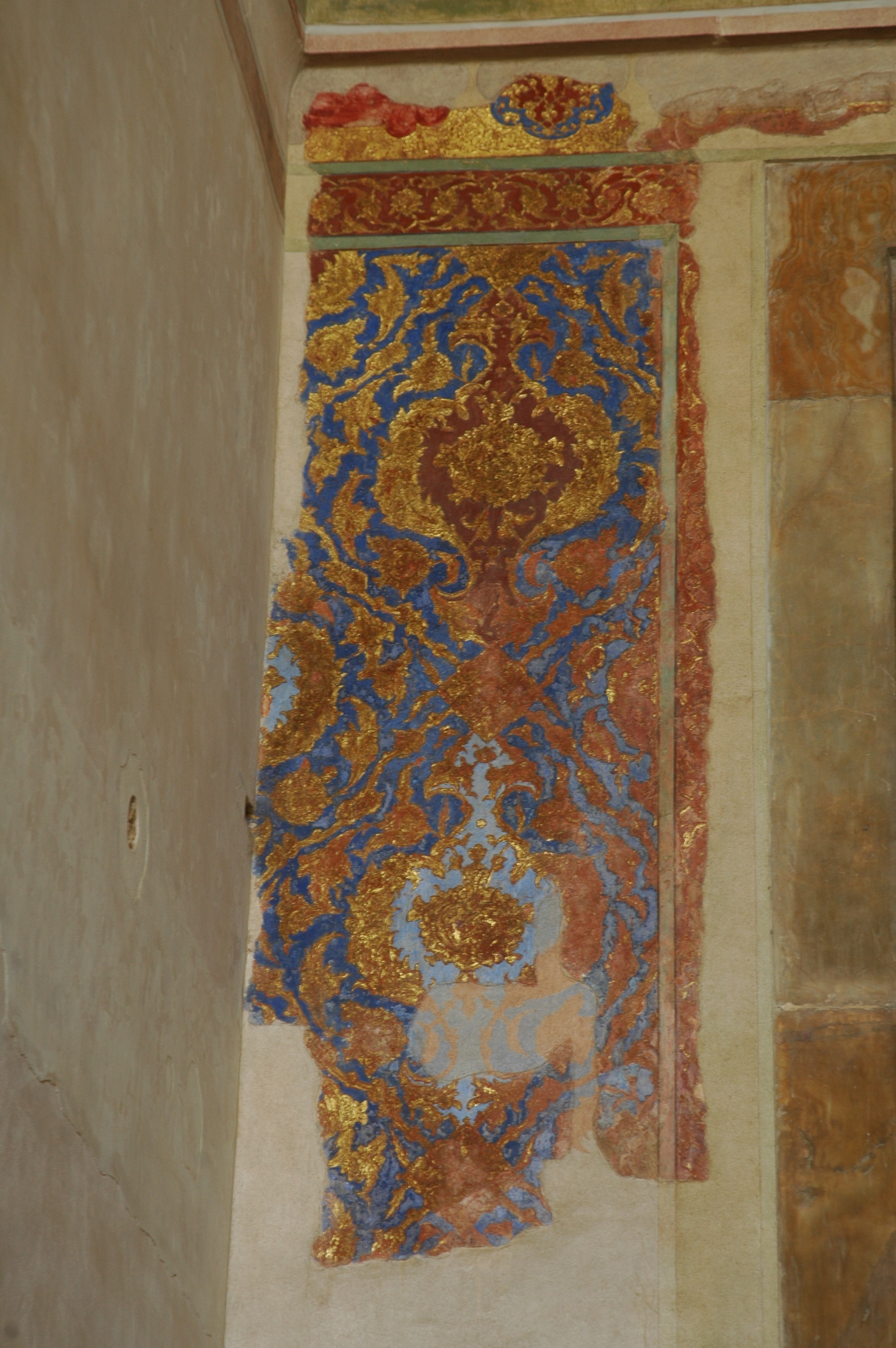
Détail du palais Ali Qapu

Le nom du palais se réfère au passage voûté qui passe au centre du bâtiment et qui servait à relier la place à l'espace autrefois occupé par le palais safavide. Ce passage est flanqué de deux étages à pièces plus petites, surmontés par un portique ouvert, appelé tālār, au toit soutenu par dix-huit colonnes de bois, et d'une fontaine dans le tālār. Derrière le passage voûté et le portique, s'élève un bâtiment carré avec trois étages principaux et une porte voûtée reliée à la porte permettant le passage sur la place, une pièce de réception au niveau du tālār et une série de pièces plus petites en haut, ornées de moqarnas. Aussi bien le passage voûté que la pièce de réception centrale sont flanqués de deux étages de pièces plus petites, le tout créant une structure à cinq étages.

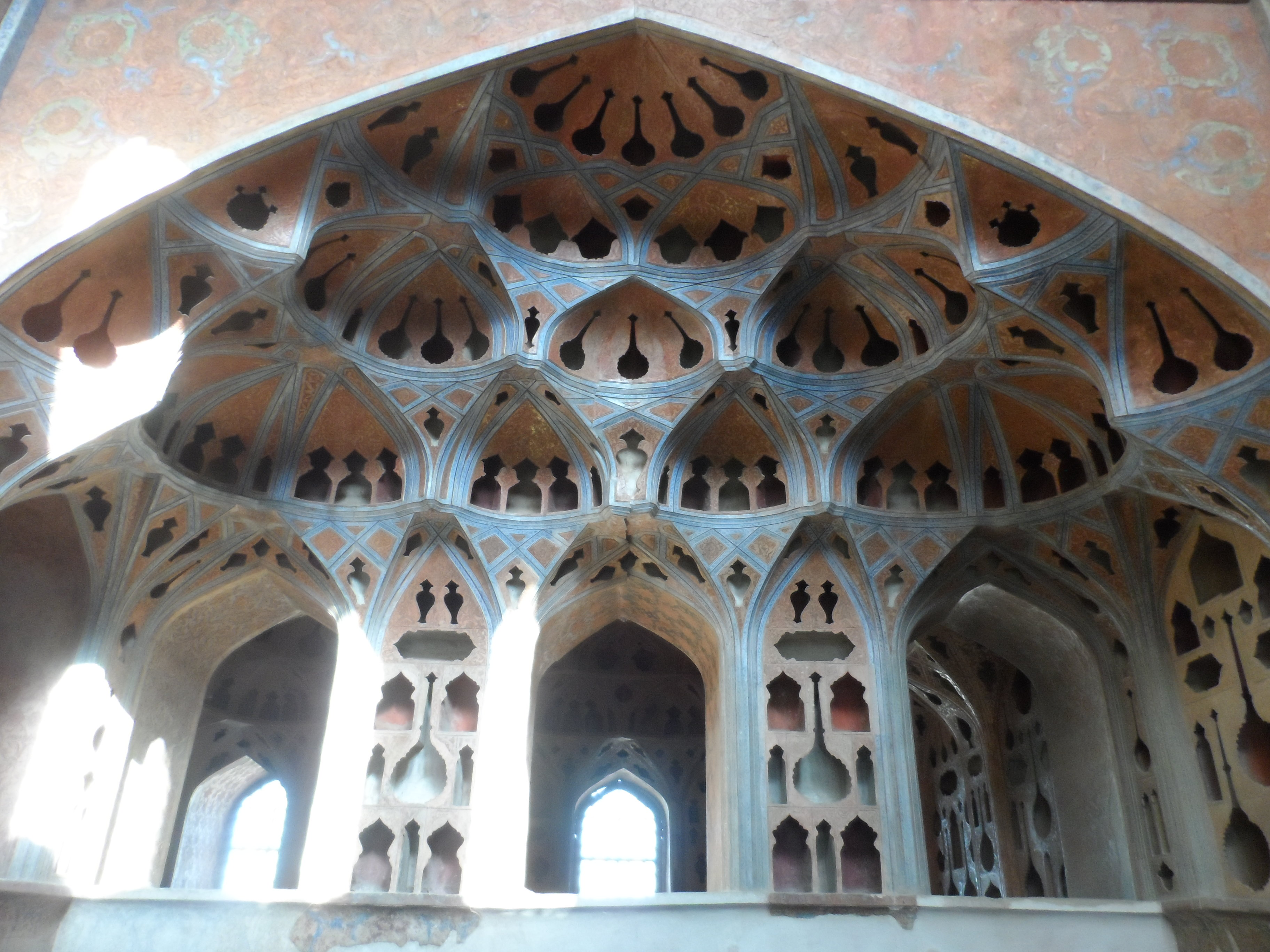
Salle de musique de l'Ali Qapou.
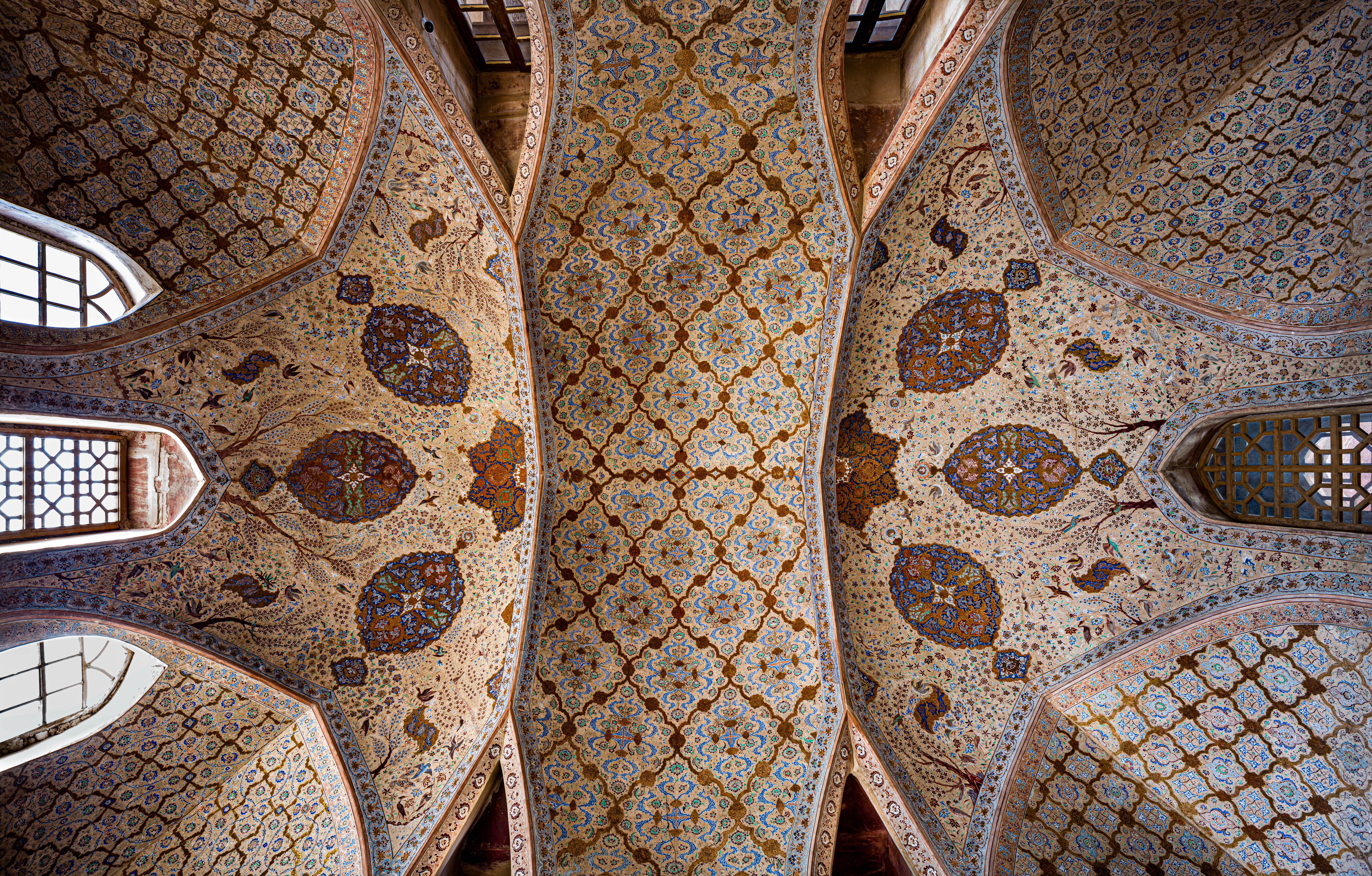
Plafond du palais Ali Qapou. Photo Septembre 2019.
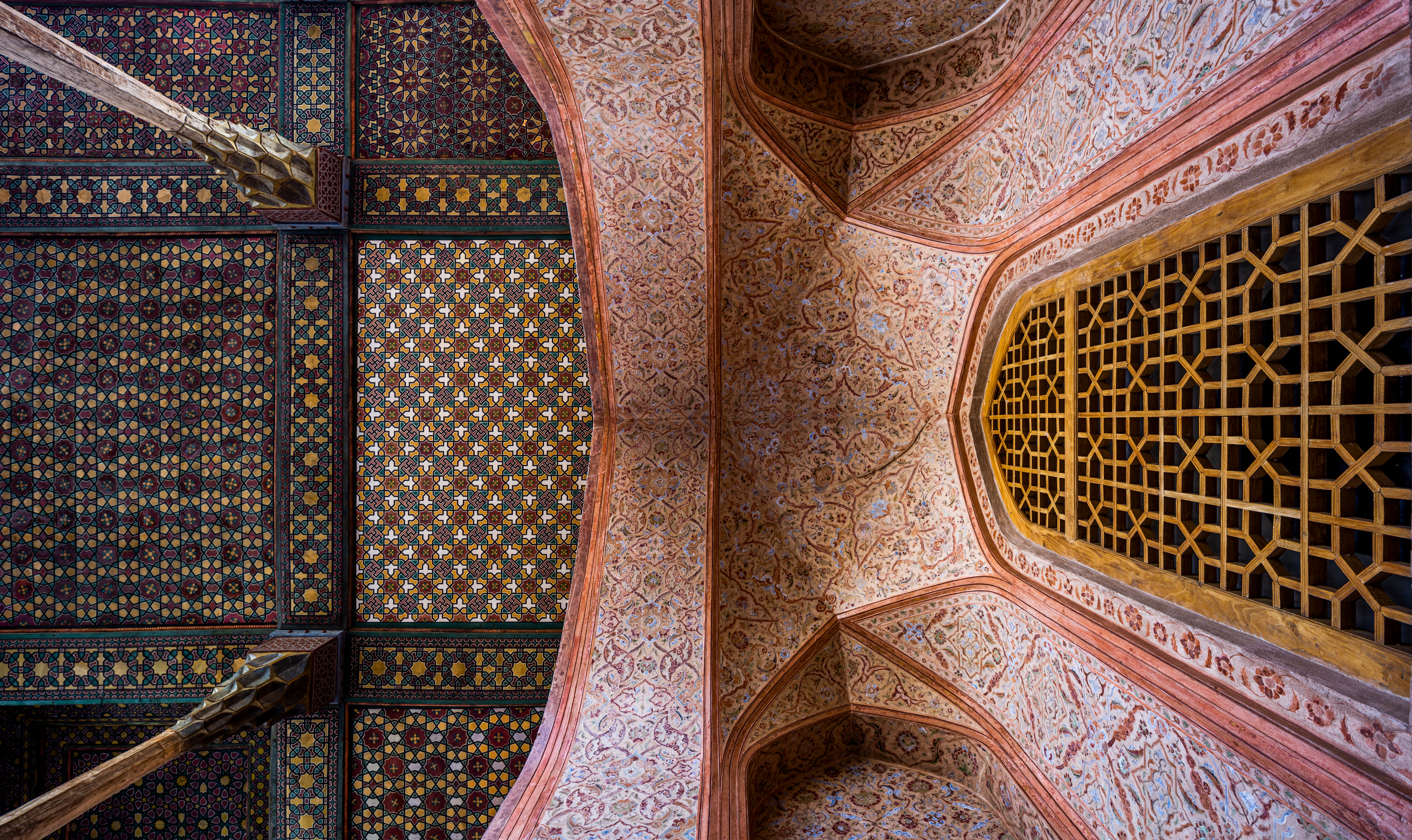
Autre plafond du palais Ali Qapou. Photo Septembre 2019.
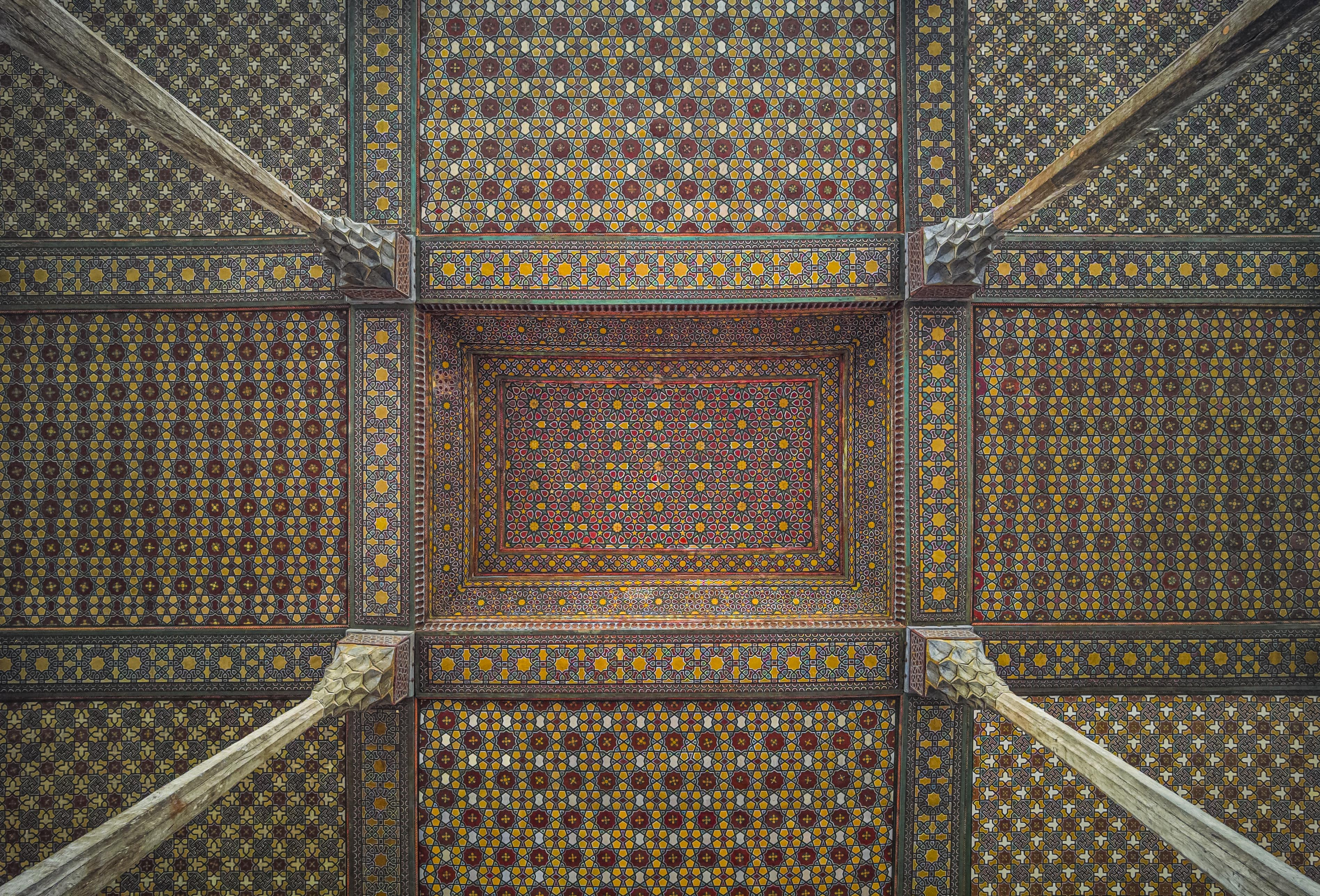
Plafond de Talar, portique ouvert, à Ali Qapou. Photo Aout 2020.

Le bâtiment a aujourd'hui sept étages, et mesure 48 m de haut. Au sixième étage, se trouve une "salle de musique", décorée de niches circulaires complexes ayant une fonction décorative autant qu'acoustique. Les dix-huit colonnes du tālār sont décorées de miroirs et le plafond de bois, décoré de marqueterie.
Les murs du palais sont richement décorés de peintures murales de Reza-e 'Abbasi, peintre de cour de Shāh Abbās Ier, et de ses élèves; représentant principalement des motifs floraux et animaux (oiseaux) et quelques représentations humaines.
Les portes et fenêtres délicatement ouvragées du palais ont quasiment toutes été détruites au cours du temps, sauf une fenêtre située au troisième étage. Le palais a été restauré sous le règne de Chah Hossein, le dernier souverain safavide; et a ensuite connu de forts dommages pendant le court règne des Afghans qui avaient envahi le pays. Sous le règne de Nassereddine Chah Qadjar (1848-1896), les peintures ont été recouvertes de carreaux de céramiques portant des inscriptions.
L'organisation générale du bâtiment suggère sa fonction: le passage inférieur servait de portail vers les palais safavides à l'ouest du meydan ("la place") en direction du tchāhār bāgh ("boulevard des quatre jardins"), alors que les étages étaient utilisés pour des réceptions royales et autres divertissements. Chardin décrit d'ailleurs une réception à laquelle il a assisté le 16 juillet 1672 depuis un siège du tālār: le monarque et ses invités assistaient à des jeux de polo, des démonstrations de tir et des combats d'animaux sauvages; tout en buvant des rafraîchissements. Des courses de chevaux avaient aussi lieu sur la place.

## Histoire du palais

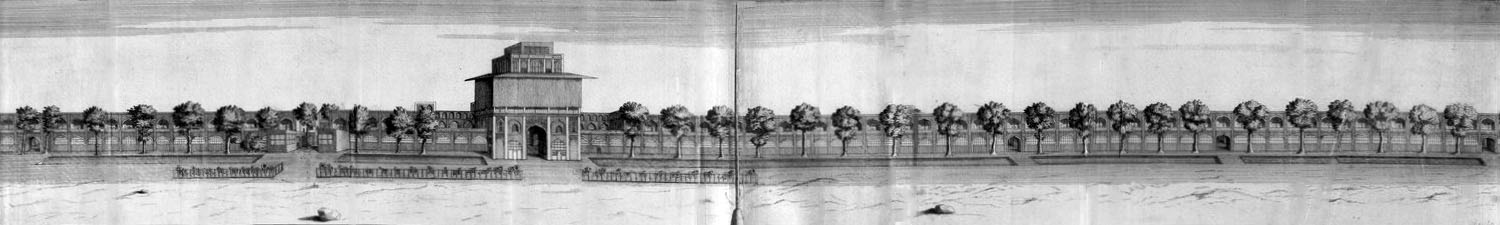
L'Ali Qapou vu par Jean Chardin lors de son voyage en Perse en 1673-1677.

L'histoire du palais est beaucoup moins claire que sa fonction.
Des restaurations récentes de l'Ali Qapou ont montré que le palais a été construit en plusieurs étapes. La première partie du bâtiment à avoir été construite semble avoir été la partie à cinq étages centrale. Il est probable que cette partie n'existait pas en 1593, quand Shāh Abbās monta sur le toit d'une madrasa pour assister à une manœuvre de son infanterie. La construction du bâtiment carré semble avoir suivi le choix d'Ispahan comme nouvelle capitale des Safavides, ce qui entraîna le besoin d'un site officiel de réception. Il est probable que seul le bâtiment carré central date du règne de Abbās Ier. Pietro Della Valle (1586-1652), lors de son voyage en Perse en 1617, fait une description d'une réception sans faire mention du tālār; en revanche, il décrit les nombreuses petites pièces s'ouvrant sur une pièce plus grande ainsi que l'étroit escalier pour les atteindre, ce qui correspond au plan du bâtiment carré. 
D'après Honarfar, des preuves littéraires et historiques permettraient de dater l'érection du tālār en 1643-1644 pendant le règne de Abbās II. Sa sous-structure contient une voie de passage en alignement avec les magasins situés dans le mur intérieur du meydān.
La datation même du nom de l'Ali Qapou est incertaine. Dans sa liste de bâtiments élevés par Abbās Ier, Eskandar Beg liste le dargāh-e pandj tabaqe ("Portail à cinq étages") sans épithète distinctif. Della Valle l'appelle le Palais du Roi. Chardin, qui réside à Ispahan en 1666-1667 et 1672-1673, raconte que les gens l'appellent Hali Kapi ou Porte d'Haly ou encore la Haute Porte. Il semble possible que le nom n'ait été utilisé qu'après l'adjonction du tālār, en 1643-1644.

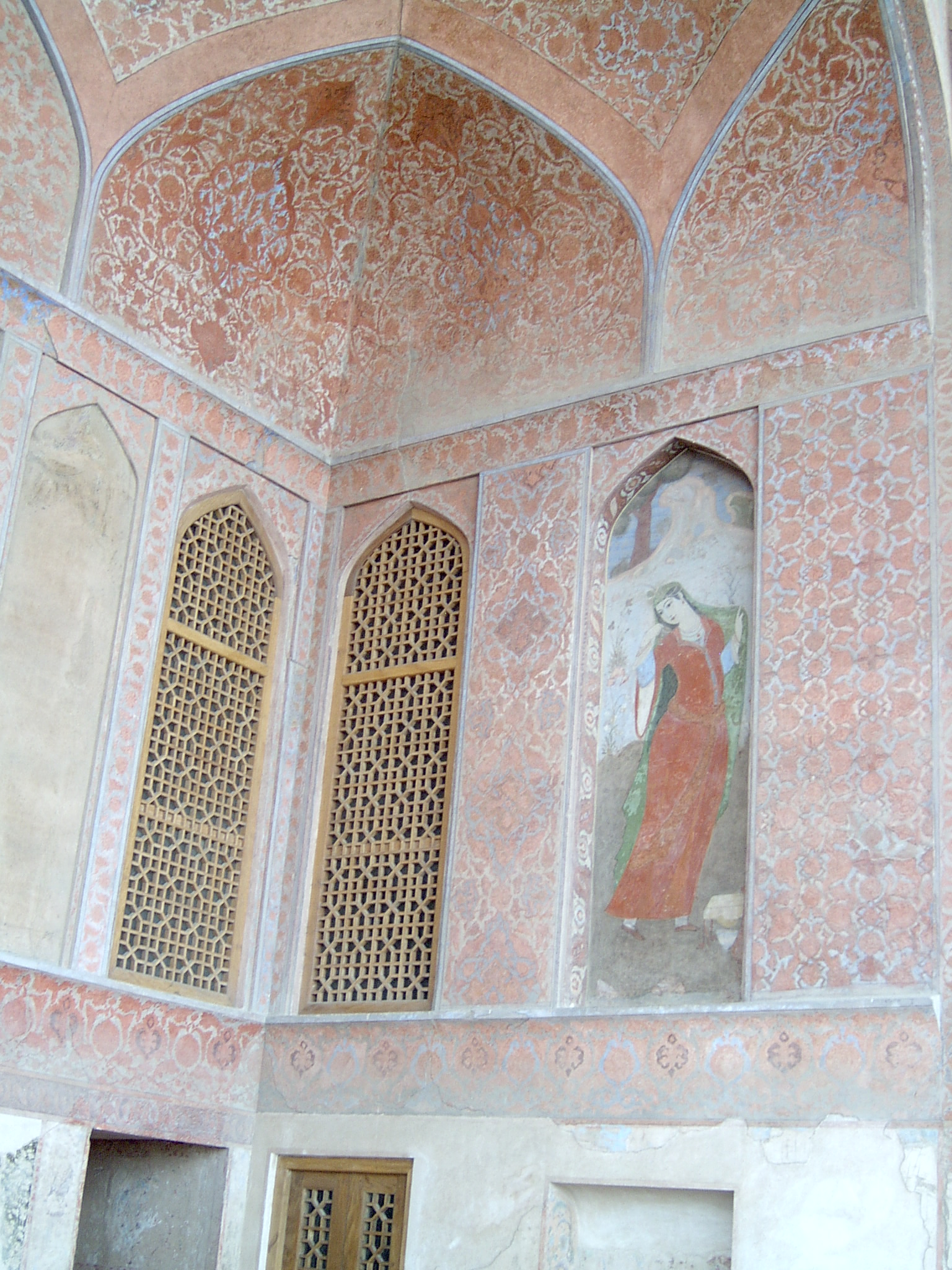
Fresque dans une des salles supérieures
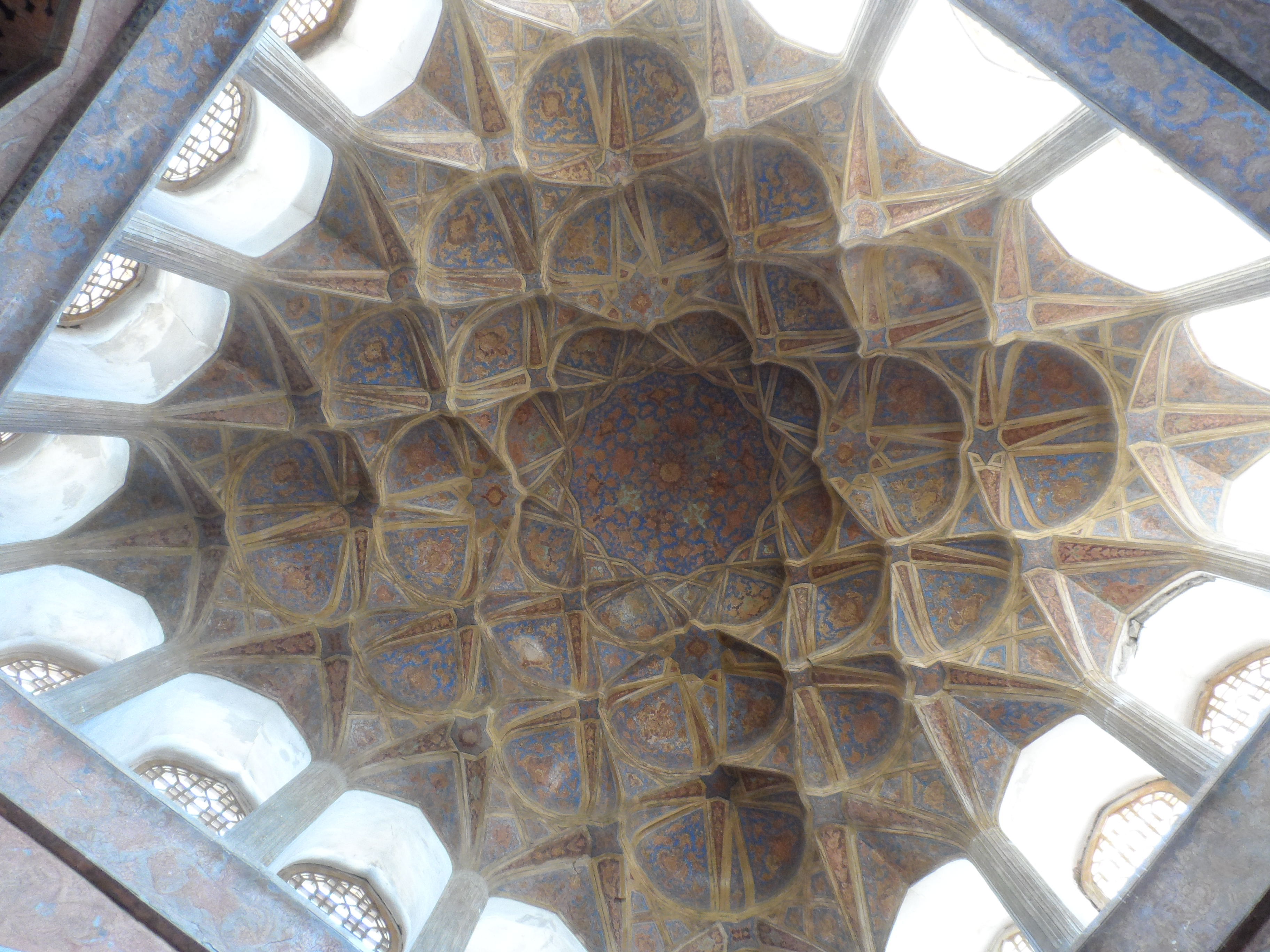
Coupole de l'Ali Qapou.
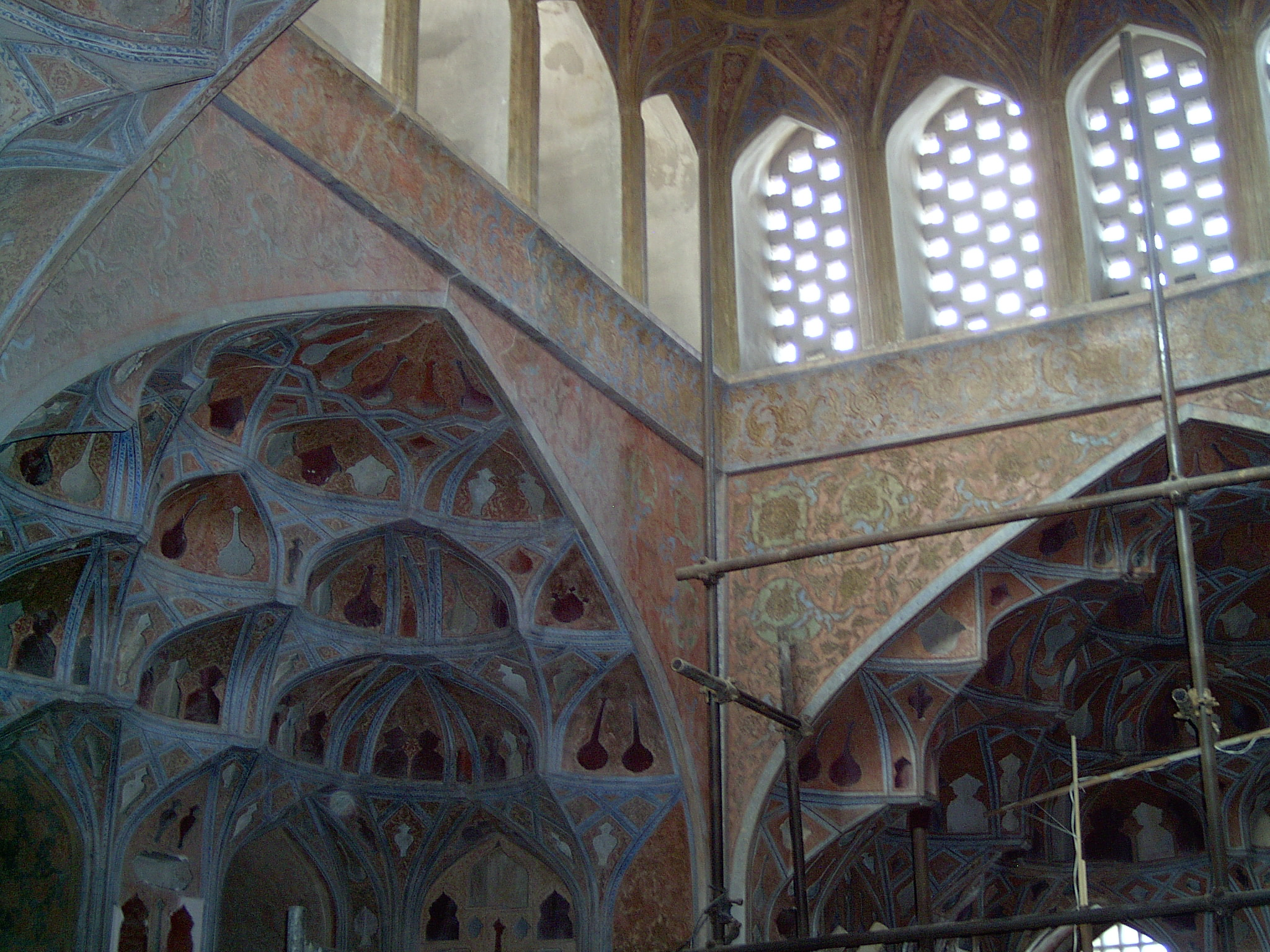
Plafond d'une des salles supérieures en restauration
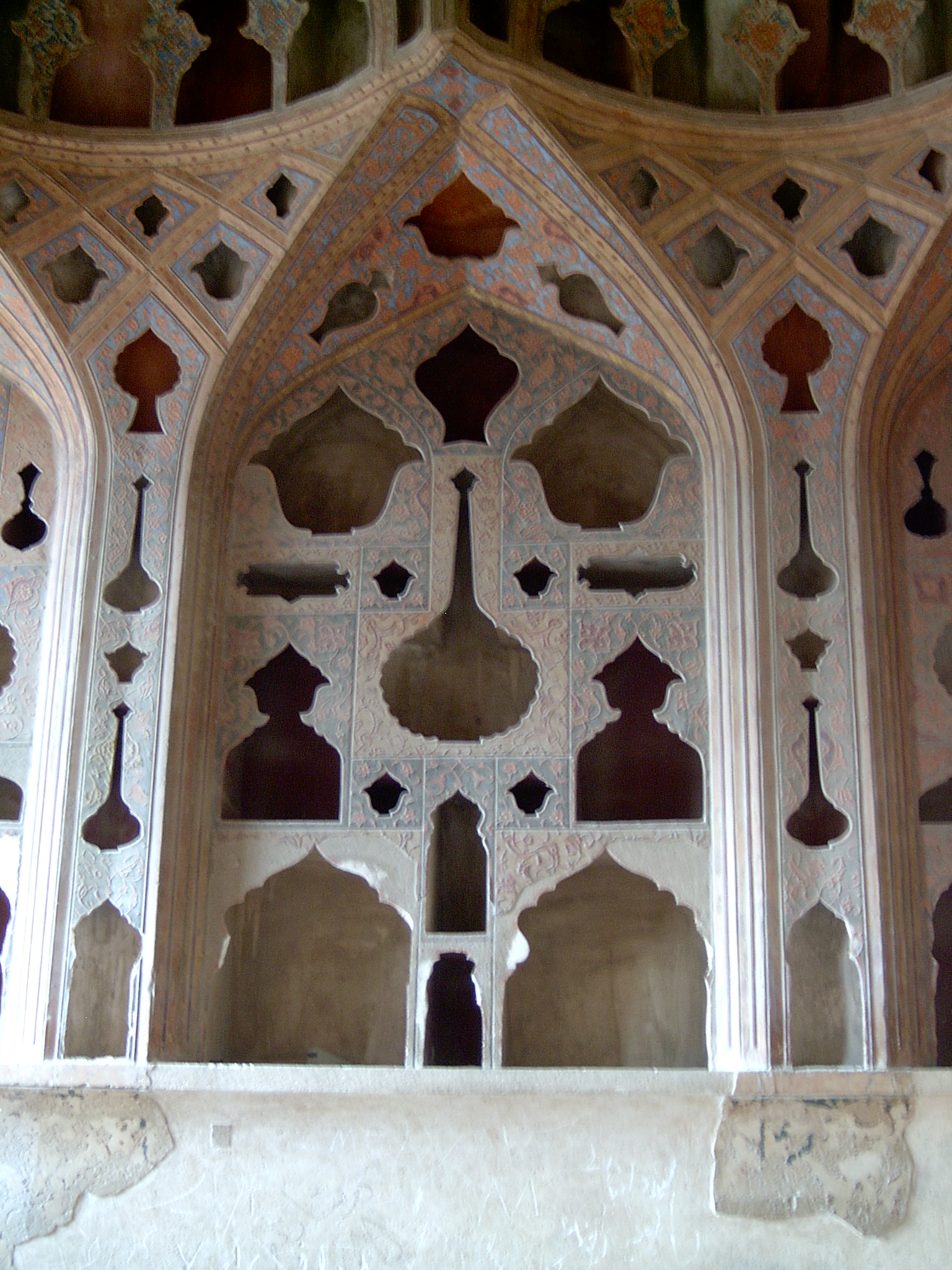
Détail d'une niche et de décors de la salle de musique.